# Nord de l'Ontario
Le Nord de l'Ontario est une région géographique primaire et quasi-administrative de la province canadienne de l'Ontario, l'autre région primaire étant le Sud de l'Ontario. La majeure partie de la région géographique principale est située sur une partie de la province géologique supérieure du Bouclier canadien, un vaste plateau rocheux situé principalement au nord du lac Huron (y compris la baie Georgienne), de la rivière des Français, du lac Nipissing et de la rivière Mattawa. La région statistique s'étend au sud de la rivière Mattawa et comprend tout le district de Nipissing. La partie sud de ce district s'étend sur une partie de la province géologique du Bouclier de Grenville qui occupe la zone de transition entre le nord et le sud de l'Ontario.
Les régions quasi-administratives fédérales et provinciales étendues du Nord de l'Ontario ont leurs propres limites, même plus au sud dans la zone de transition, qui varient en fonction des politiques et des exigences de leurs gouvernements respectifs. Les ministères et organismes du gouvernement de l'Ontario, tels que le Plan de croissance du Nord de l'Ontario et la Société de gestion du Fonds du patrimoine du Nord de l'Ontario, définissent le Nord de l'Ontario comme toutes les régions situées au nord des districts de Parry Sound et de Nipissing, y compris à des fins politiques, et le gouvernement fédéral, mais pas le gouvernement provincial, y inclut également le district de Muskoka.
La région statistique a une superficie de 806 000 km2 et représente 88 % de la superficie de l'Ontario, mais avec seulement 780 000 habitants, elle ne contient qu'environ 6 % de la population de la province. Le climat est caractérisé par des températures extrêmes, avec des hivers très froids et des étés très chauds. Les principales industries sont l'exploitation minière, la sylviculture et l'hydroélectricité.
À certaines fins, le Nord de l'Ontario est subdivisé en Nord-Est et Nord-Ouest de l'Ontario. Lorsque la région est divisée de cette manière, les trois districts les plus à l'ouest (Rainy River, Kenora et Thunder Bay) constituent le Nord-Ouest de l'Ontario, et les autres districts constituent le Nord-Est de l'Ontario, qui contient les deux tiers de la population du Nord de l'Ontario.
Au début du XXe siècle, le Nord de l'Ontario était souvent appelé Nouvel Ontario, bien que ce nom soit tombé en désuétude en raison de ses connotations coloniales. En français, cependant, la région peut encore être appelée Nouvel-Ontario, bien que le Nord de l'Ontario et Ontario-Nord soient aujourd'hui plus couramment utilisés.

## Évolution du territoire

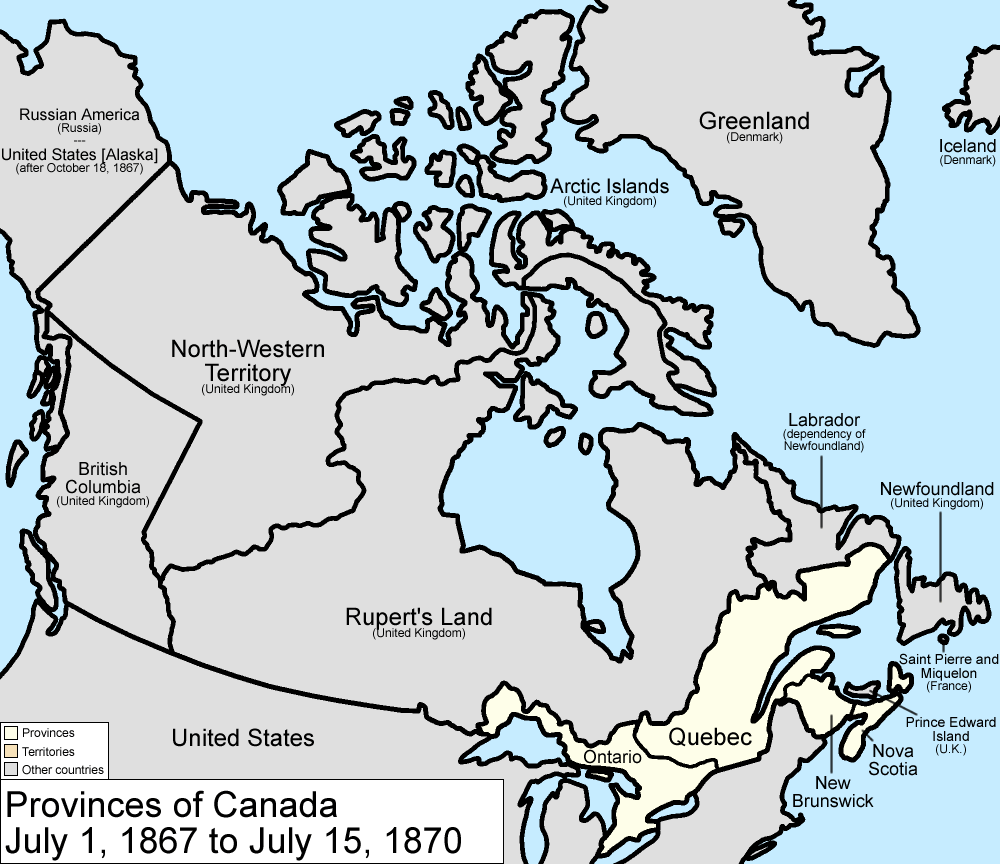
Frontière provinciale en 1867

Les régions qui faisaient partie de la Nouvelle-France dans les Pays d'en Haut, essentiellement les bassins versants de la rivière des Outaouais, du lac Huron et du lac Supérieur, avaient été acquises par les Britanniques par le traité de Paris (1763) et firent partie du Haut-Canada en 1791, puis de la Province du Canada entre 1840 et 1867.
Au moment de la Confédération canadienne en 1867, la partie du Nord de l'Ontario située au sud de la ligne de partage des eaux laurentien faisant partie de l'Ontario, tandis que la partie située au nord de la ligne de partage des eaux fait partie du territoire britannique distinct de la Terre de Rupert. Les frontières de la province sont provisoirement étendues vers le nord et vers l'ouest en 1874, tandis que la région du lac des Bois fait toujours l'objet d'un différend frontalier entre l'Ontario et le Manitoba. L'appartenance de cette région à l'Ontario est confirmée par une décision du Comité judiciaire du Conseil privé en 1884[4], et confirmée par la loi de 1889 du Parlement du Royaume-Uni sur le Canada (frontière de l'Ontario), qui fixe la nouvelle frontière septentrionale de la province à la rivière Albany.
Le reste de la partie la plus septentrionale de la province, de la rivière Albany à la baie d'Hudson, a été transféré des Territoires du Nord-Ouest à la province par le Parlement du Canada dans la loi de 1912 sur l'extension des frontières de l'Ontario (Ontario Boundaries Extension Act). Cette région était à l'origine le district de Patricia, mais a été fusionnée avec le district de Kenora en 1937.

## Divisions judiciaires et administratives
La province du Canada a commencé à créer des districts judiciaires dans le Nord de l'Ontario, peu peuplé, avec la création des districts d'Algoma et de Nipissing en 1858. Ces districts n'ont aucune fonction municipale n'ont été créés que pour fournir des services judiciaires et administratifs à partir du siège du district. Nipissing n'a pas de siège de district jusqu'en 1895. Jusqu'à cette date, le bureau d'enregistrement et les services de la cour supérieure étaient disponibles à Pembroke, dans le comté de Renfrew. Le magistrat stipendiaire de Nipissing et registraire des terres, William Doran, a établi sa résidence à North Bay en 1885. À la suite de l'élection très disputée de la ville de district en 1895, North Bay a gagné le droit de devenir le siège du nouveau district provisoire de Nipissing.
Après la création de la province de l'Ontario en 1867, le premier district à être créé est celui de Thunder Bay en 1871, qui faisait jusque-là partie du district d'Algoma. Le gouvernement de l'Ontario est réticent à créer de nouveaux districts dans le nord, en partie parce que les frontières nord et ouest de l'Ontario sont contestées après la Confédération. Le droit de l'Ontario sur le Nord-Ouest de l'Ontario a été déterminé par la Commission judiciaire du Conseil privé en 1884 et confirmé par le Canada (Ontario Boundary) Act, 1889 du Parlement du Royaume-Uni. En 1899, il y avait sept districts nordiques : Algoma, Manitoulin, Muskoka, Nipissing, Parry Sound, Rainy River et Thunder Bay. Cinq autres districts du Nord ont été créés entre 1907 et 1922 : Cochrane, Kenora, Sudbury, Temiskaming et Patricia. Le district de Patricia est ensuite fusionné avec celui de Kenora en 1927.
Contrairement aux comtés et aux municipalités régionales du sud de l'Ontario, qui disposent d'un gouvernement et d'une structure administrative et qui ont compétence sur des services gouvernementaux spécifiques, un district n'a pas ce niveau d'administration. Les districts sont trop peu peuplés pour maintenir un système de gouvernement de comté, de sorte que de nombreux services basés sur les districts sont fournis directement par le gouvernement provincial. Par exemple, les districts disposent de routes secondaires entretenues par la province au lieu de routes de comté.
Statistiquement, les districts du Nord de l'Ontario (qui apparaissent en rouge sur la carte de localisation) sont Rainy River, Kenora, Thunder Bay, Cochrane, Timiskaming, Algoma, Sudbury, Nipissing et Manitoulin. La municipalité à palier unique du Grand Sudbury - qui ne fait pas politiquement partie du district de Sudbury - est la seule division de recensement du Nord de l'Ontario où les services au niveau du comté sont offerts par une administration locale plutôt que par la province.
Une partie du district de Nipissing qui se trouve au sud de la ligne de démarcation géographique entre le Nord et le Sud de l'Ontario est considérée, d'un point de vue administratif et statistique, comme faisant partie du Nord de l'Ontario en raison de son statut de partie de Nipissing. De même, à des fins administratives, les districts de Muskoka et de Parry Sound sont parfois considérés comme faisant partie du Nord de l'Ontario, même s'ils se trouvent géographiquement dans le Sud ou le Centre de l'Ontario. En 2004, le ministre des finances Greg Sorbara a retiré Muskoka de la zone de compétence du ministère du développement du Nord et des mines et du Fonds du patrimoine du Nord de l'Ontario, à laquelle il avait été ajouté en 2000 par son prédécesseur Ernie Eves, mais la province continue de traiter Parry Sound comme une division du Nord de l'Ontario dans le cadre de ces deux programmes. Le gouvernement fédéral continue de maintenir les deux districts plus au sud dans la zone de service de FedNor.
Tout le Nord-Est de l'Ontario se trouve dans le fuseau horaire de l'Est (UTC -5) ; le Nord-Ouest de l'Ontario est partagé entre les fuseaux horaires de l'Est et du Centre (UTC -6).

## Économie
Sudbury est la ville dominante du Nord-Est de l'Ontario et Thunder Bay celle du Nord-Ouest de l'Ontario. Ces deux régions sont très différentes l'une de l'autre sur le plan économique et culturel, et bien que les deux régions soient adjacentes, leurs centres de population sont assez éloignés l'un de l'autre. Par conséquent, Sudbury et Thunder Bay sont chacune la principale ville de leur partie de la région, mais aucune des deux villes ne peut être considérée comme le principal centre économique de l'ensemble du Nord de l'Ontario.

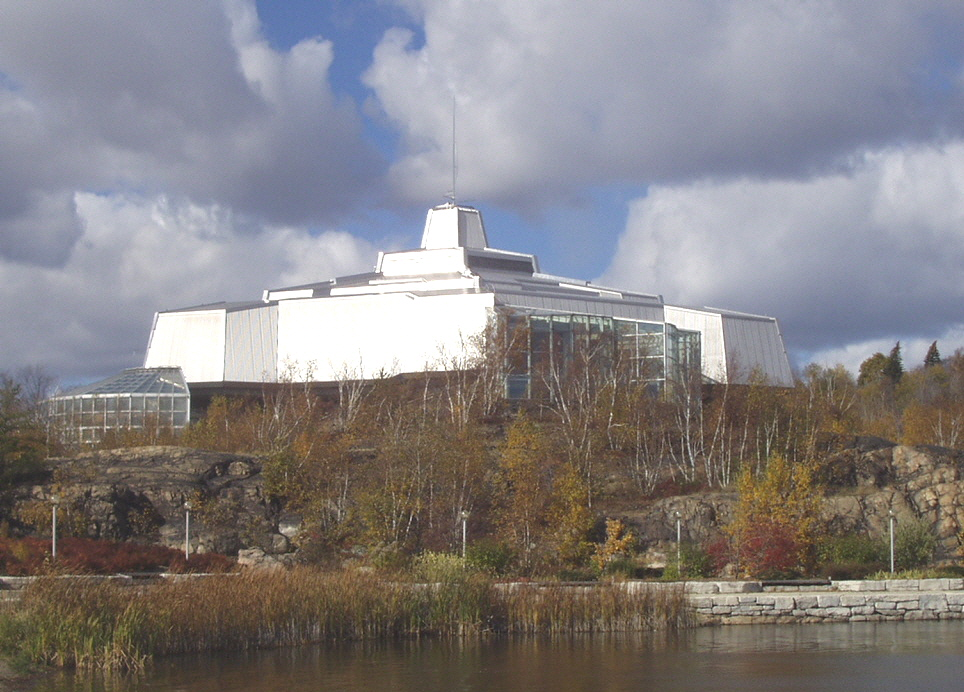
Science nord en 2007 (Sudbury ON)

Sudbury est au centre d'une sphère économique plus vaste en raison de sa population plus importante et de celle du nord-est de l'Ontario, tandis que Thunder Bay est avantagée par le trafic aérien, ferroviaire et maritime en raison de sa situation privilégiée le long des principales voies de transport continentales. L'aéroport international de Thunder Bay est le troisième aéroport le plus fréquenté de l'Ontario, après l'aéroport international Pearson de Toronto et l'aéroport international Macdonald-Cartier d'Ottawa. Il a transporté quelque 600 000 passagers en 2004, avec plus de 100 vols nationaux et quatre vols internationaux quotidiens. L'économie de Sudbury, dans laquelle les plus grands secteurs d'emploi sont des domaines liés au gouvernement tels que l'éducation et les soins de santé, est un peu plus diversifiée que celle de Thunder Bay, qui repose encore principalement sur les ressources naturelles et l'industrie manufacturière. Pourtant, à l'ère des réductions gouvernementales, l'économie de Thunder Bay a été moins sujette à la récession et au chômage. Sudbury commerce plus facilement avec le sud de l'Ontario, tandis que Thunder Bay a des liens commerciaux plus étroits avec le Manitoba et le Minnesota.
Selon la thèse de l'histoire économique canadienne, le Nord de l'Ontario est une région de l'« arrière-pays » ou de la « périphérie », dont le développement économique a été défini principalement par la fourniture de ressources naturelles brutes à des intérêts commerciaux plus importants et plus puissants provenant d'autres régions du Canada ou du monde.
Ces dernières années, le Nord de l'Ontario a eu du mal à maintenir son économie et sa population. Toutes les villes de la région ont vu leur population diminuer entre les recensements de 1996 et de 2001. (Cela coïncide avec l'arrêt de l'exploitation de la compagnie aérienne gouvernementale subventionnée norOntair en mars 1996). Bien que les villes aient essayé, avec des résultats mitigés, de diversifier leur économie ces dernières années, la plupart des communautés de la région sont des économies basées sur les ressources, dont la santé économique dépend fortement des cycles d'expansion et de ralentissement des ressources. L'exploitation minière et la sylviculture sont les deux principales industries de la région, bien que l'industrie manufacturière, les transports, les services publics et le tourisme soient également représentés. Après 2001, les grandes villes ont renoué avec une croissance modeste lors des recensements de 2006, 2011, 2016 et 2021, bien que de nombreuses petites villes aient connu de nouveaux reculs.
Le gouvernement libéral de David Peterson, dans les années 1980, a transféré plusieurs agences et ministères provinciaux dans le nord de l'Ontario, notamment la Société des loteries et jeux de l'Ontario (qui a un grand bureau à Sault-Sainte-Marie) et le ministère du Développement du Nord et des Mines (dont le siège se trouve dans le Grand Sudbury).
En outre, de nombreuses attractions touristiques majeures du Nord de l'Ontario (par exemple Science Nord, Terre dynamique, les écluses de Sault, etc.) sont des agences des gouvernements provinciaux ou fédéraux. En outre, une grande partie des fonds disponibles pour le développement économique du Nord de l'Ontario provient d'initiatives gouvernementales telles que l'Initiative fédérale de développement économique pour le Nord de l'Ontario (FedNor) et le Fonds du patrimoine du Nord de l'Ontario (FPNO).

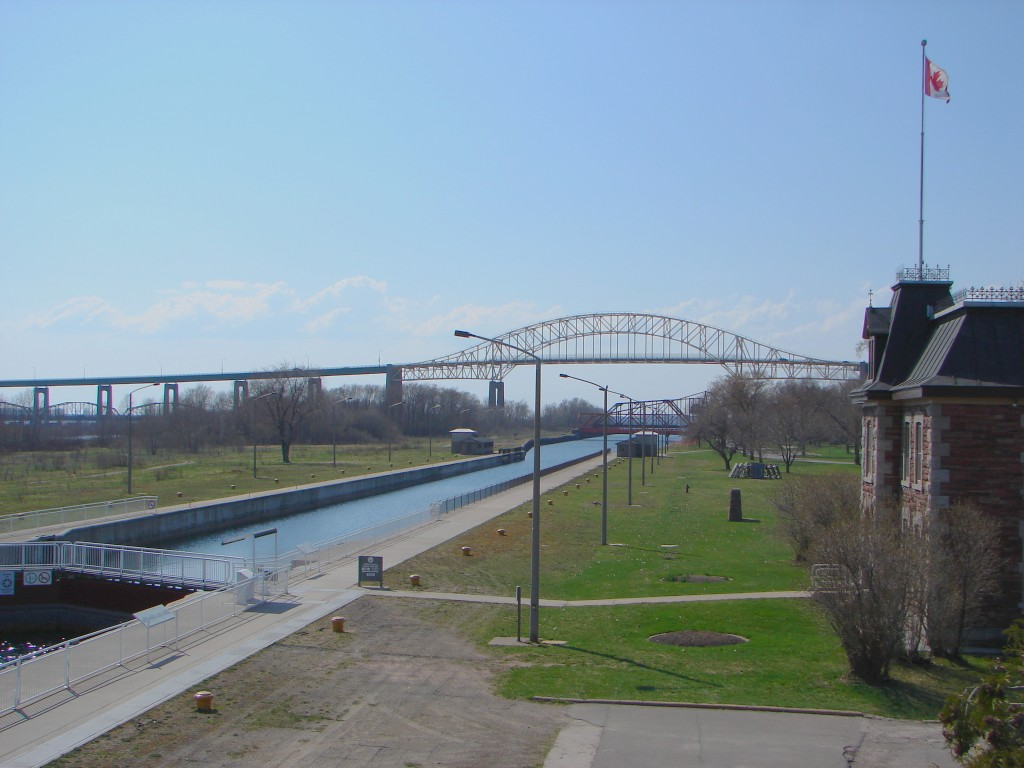
Canal, Sault-Ste Marie

Au cours des dernières années, l'exploration minière a connu un regain d'intérêt. Le lac McFaulds, dans les basses terres de la baie James, a attiré l'attention des petites sociétés d'exploration minière. Depuis la recherche de diamants dans la région en 2003, une vingtaine de sociétés ont jalonné des claims dans la région, formant des coentreprises. Bien qu'elles en soient encore à la phase d'exploration, elles ont fait des découvertes passionnantes qui pourraient apporter la prospérité à la région et aux communautés des Premières nations qui s'y trouvent. De nouveaux sites miniers ont également été étudiés et explorés à Sudbury, Timmins, Kirkland Lake, Elliot Lake et dans la région de Temagami. À Chapleau, Probe Mines Limited est en phase d'exploration avancée et a reçu en 2013 le prix du prospecteur de l'Ontario décerné par l'Association des prospecteurs de l'Ontario.

## Communautés

### Cités

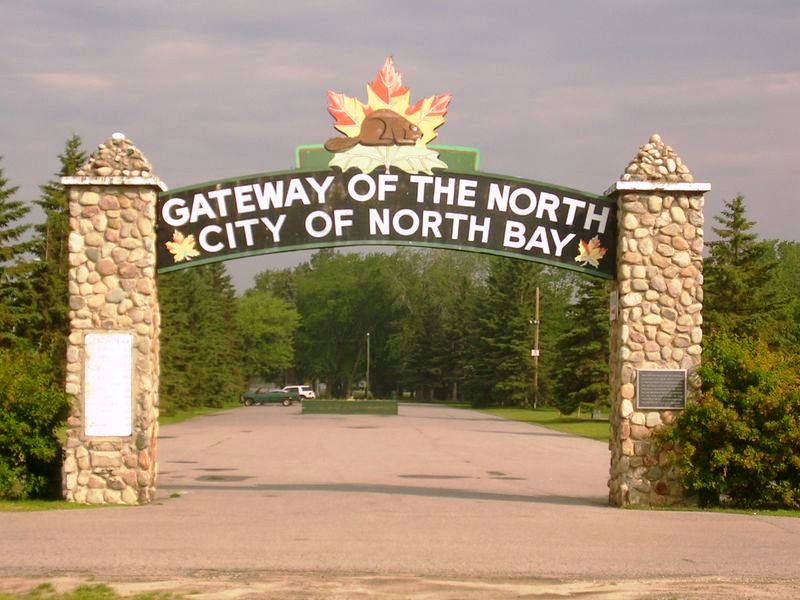
North bay est considéré l'entré du Nord de l'Ontario

Le Nord de l'Ontario compte neuf cités, dans l'ordre de la population selon le recensement du Canada 2021 :
| Nom des villes     | Population |
| ------------------ | ---------- |
| Grand Sudbury      | 166,004    |
| Thunder Bay        | 108,843    |
| Sault Ste. Marie   | 72,051     |
| North Bay          | 52,662     |
| Timmins            | 41,145     |
| Kenora             | 14,967     |
| Elliot Lakes       | 11,372     |
| Temiskaming Shores | 9,634      |
| Dryden             | 7,388      |

Il est important de noter que dans la province de l'Ontario, il n'y a pas d'exigences pour devenir une cité et que la désignation est volontaire. Par conséquent, quatre villes du Nord de l'Ontario ont une population supérieure à celle de Dryden, la plus petite cité de la province.
Jusqu'à la création de la ville du Grand Sudbury en 2001, Thunder Bay avait une population plus importante que l'ancienne ville de Sudbury, mais la municipalité régionale de Sudbury était la plus grande région métropolitaine de recensement, car Sudbury avait une ceinture suburbaine beaucoup plus peuplée (y compris la ville de Vallée Est, qui était auparavant la sixième ville de la région). Cependant, comme l'ancienne municipalité régionale de Sudbury est maintenant gouvernée comme une seule ville, elle est à la fois la plus grande ville de la région et la plus grande région métropolitaine de recensement de la région.

### Villes
Les autres municipalités du Nord de l'Ontario sont les suivantes
| Villes           | Population (2021) | Population (2016) | Changement de pourcentage |
| ---------------- | ----------------- | ----------------- | ------------------------- |
| Nipissing Ouest  | 14 583            | 14 364            | 1.5                       |
| Kapuskasing      | 8 057             | 8 292             | -2.8                      |
| Kirkland Lake    | 7 750             | 7 981             | -2.9                      |
| Fort Frances     | 7 466             | 7 739             | -3.5                      |
| Parry Sound      | 6 879             | 6 408             | 7.4                       |
| Oliver Paipoonge | 6 035             | 5 922             | 1.9                       |
| Cochrane         | 5 390             | 5 321             | 1.3                       |
| Sioux Lookout    | 5 839             | 5 272             | 10.8                      |
| Hearst           | 4 794             | 5 070             | -5.4                      |
| Espanola         | 5 185             | 4 996             | 2.7                       |
| Greenstones      | 4 309             | 4 636             | -7.1                      |
| Iroquois Falls   | 4 418             | 4 537             | -2.6                      |
| Red Lakes        | 4 094             | 4 107             | -0.3                      |

## Politique
Le nord de l'Ontario a généralement été l'une des régions les plus faibles de tout le Canada pour les partis progressiste-conservateur et conservateur fédéraux, ainsi que l'une des régions les plus faibles pour les progressistes-conservateurs provinciaux. Au contraire, le parti libéral a traditionnellement remporté la majorité des sièges de la région, tant au niveau fédéral que provincial. Les néo-démocrates disposent également d'une base de soutien importante, grâce à l'histoire syndicale du Nord de l'Ontario, au soutien des communautés des Premières nations et franco-ontarienne ainsi que de la popularité personnelle des figures locales du NPD.
Deux premiers ministres de l'Ontario, William Hearst (1914-1919) et Mike Harris (1995-2002), ont représenté des circonscriptions du Nord de l'Ontario à l'Assemblée législative de l'Ontario. Cependant, Harris lui-même a été le seul candidat conservateur élu dans une véritable circonscription du Nord de l'Ontario, que ce soit lors des élections de 1995 ou de 1999 (si la définition du nord de l'Ontario inclut le district de Parry Sound, alors Harris a été rejoint par Ernie Eves dans Parry Sound-Muskoka). Après le retrait d'Eves de la vie politique, Norm Miller a également été élu dans Parry Sound-Muskoka lors d'une élection partielle en 2001, et a été réélu lors des élections de 2003 et 2007.

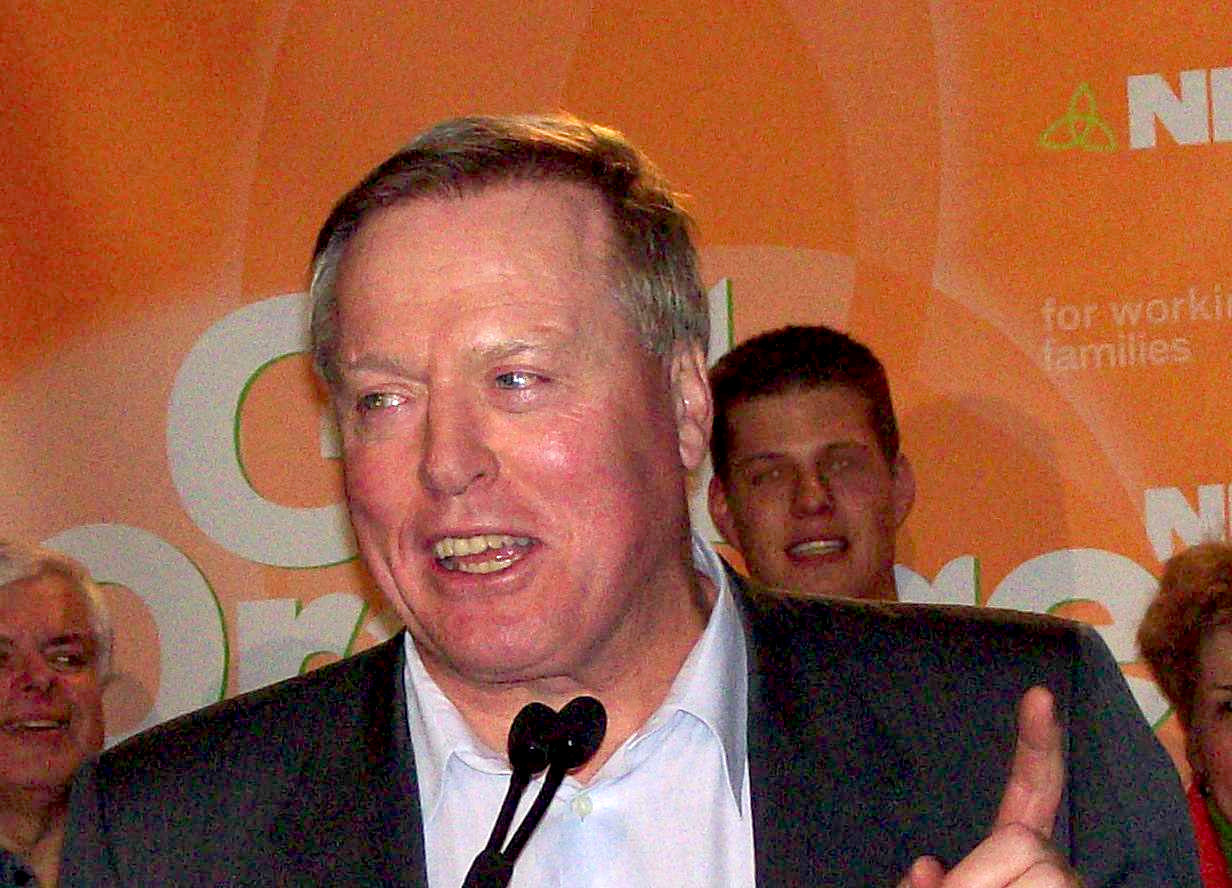
Discours de Howard Hampton

L'ancien chef du Nouveau parti démocratique de l'Ontario, Howard Hampton, et l'ancien chef du Parti libéral de l'Ontario, Lyn McLeod, ont également représenté des circonscriptions du nord de l'Ontario au parlement provincial ; les six mois de 1996 entre l'accession de Hampton à la direction du NPD en juin et le départ de McLeod en tant que chef du Parti libéral en décembre ont marqué la première et unique fois dans l'histoire de l'Ontario que les trois partis au parlement ont été dirigés simultanément par des députés du nord de l'Ontario.
La circonscription d'Algoma Est a été représentée au niveau fédéral par le Premier ministre Lester B. Pearson de 1948 à 1968. Pearson n'était cependant pas originaire de la circonscription, mais la représentait parce qu'elle avait été choisie comme un siège sûr pour lui lors d'une élection partielle en 1948, à la suite de la nomination de Thomas Farquhar au Sénat du Canada.
Lors des élections fédérales de 2008, le Nouveau parti démocratique a remporté presque tous les sièges de la région, à l'exception de Nipissing-Timiskaming, qui a été conservée par son titulaire libéral Anthony Rota, et de Kenora, qui a été remportée par le conservateur Greg Rickford. Ce balayage comprend plusieurs sièges qui étaient auparavant considérés comme des bastions libéraux, notamment Sudbury, Algoma-Manitoulin-Kapuskasing, Thunder Bay-Rainy River et Thunder Bay-Supérieur-Nord. Lors de l'élection de 2011, le NPD a conservé presque tous ces sièges à l'exception de Sault Ste. Marie, où le député sortant de longue date Tony Martin a été battu malgré l'augmentation historique du soutien au NPD à l'échelle nationale lors de cette élection. Lors de l'élection de 2015, cependant, une résurgence du soutien libéral sous Justin Trudeau a permis aux libéraux de regagner tous les sièges de la région à l'exception de Timmins-Baie James et d'Algoma-Manitoulin-Kapuskasing, où les députés sortants du NPD ont été réélus avec succès.
Les principales questions politiques de ces dernières années ont porté sur la santé économique de la région, le prolongement de l'autoroute 400 de Parry Sound à Sudbury, les questions relatives à la qualité et à la disponibilité des services de santé, le développement minier dans la région du Cercle de feu autour de McFaulds Lake, la fermeture d'Ontario Northland, l'effondrement du toit du centre commercial Algo Centre en 2012 et un projet controversé, mais aujourd'hui abandonné, de transport des ordures de Toronto vers la mine Adams, une mine à ciel ouvert abandonnée située à Kirkland Lake.
Lors du redécoupage des circonscriptions électorales provinciales avant les élections de 2007, la province a conservé les limites des circonscriptions électorales existantes dans le Nord de l'Ontario, au lieu de les ajuster pour les faire correspondre aux limites des circonscriptions électorales fédérales, comme cela a été fait dans le sud de la province. Sans ce changement, la région aurait perdu un député provincial. Pour les élections de 2018, la province s'est encore éloignée des circonscriptions électorales fédérales de la région en créant les circonscriptions spéciales de Kiiwetinoong et de Mushkegowuk-Baie James afin de tenir compte des préoccupations politiques uniques de la région rurale du Grand Nord.
En raison de la population relativement clairsemée de la région, les circonscriptions électorales fédérales et provinciales de la région sont presque toutes extrêmement vastes sur le plan géographique. La circonscription électorale fédérale de Sudbury et les circonscriptions électorales provinciales de Sudbury et de Sault-Sainte-Marie sont les seules dont la taille est comparable à celle d'une circonscription électorale du sud de l'Ontario, tandis qu'à l'autre extrême, les circonscriptions de Kiiwetinoong et de Mushkegowuk-Baie James sont toutes deux géographiquement plus grandes que l'ensemble du Royaume-Uni. Il en résulte, par exemple, qu'une personne politique qui représente une circonscription du nord de l'Ontario à la Chambre des communes du Canada ou à l'Assemblée législative de l'Ontario doit généralement disposer d'un budget beaucoup plus élevé pour ses déplacements et ses frais de bureau que celui qui représente une petite circonscription urbaine.

### Mouvement de Sécession
La persistance d'un taux de chômage élevé, le manque de sensibilisation ou d'intérêt pour les problèmes du Nord de l'Ontario et les difficultés à réaliser la diversification économique ont suscité le mécontentement des habitants de la région. Tout au long de l'histoire de la région, divers mouvements ont proposé qu'elle se sépare de l'Ontario pour former sa propre province ou son propre territoire au sein du Canada. Le premier à soulever la question de la sécession est Simon James Dawson en 1875, alors représentant du district d'Algoma à l'Assemblée législative de l'Ontario. Puis, un mouvement émerge à Sudbury dans les années 1890, lorsque le gouvernement provincial commence à taxer les mines[3] ; un deuxième mouvement émerge après la création de l'Alberta et de la Saskatchewan en 1905. Dans les années 1940, une organisation appelée New Province League se forme pour faire pression en faveur de la création d'un nouveau territoire, « Aurora ».
En 1966, un comité de maires de la région, composé de Max Silverman (Sudbury), G. W. Maybury (Kapuskasing), Ernest Reid (Fort William), Leo Del Villano (Timmins), Merle Dickerson (North Bay) et Leo Foucault (Espanola), s'est formé pour étudier la faisabilité de la création d'une nouvelle province dans le nord de l'Ontario.
À la fin des années 1970, Ed Deibel, homme d'affaires et conseiller municipal de North Bay, a créé le Northern Ontario Heritage Party pour faire pression en faveur de la formation d'une province distincte du Nord de l'Ontario. Le parti n'a obtenu qu'un soutien modeste et a disparu en 1984, mais il a été rétabli en 2010. Les deux formes du parti, la première et la nouvelle, ont modifié leur programme à différents moments, préconisant parfois l'indépendance totale de la région et d'autres fois des mesures visant à accroître le pouvoir de la région sur ses propres affaires au sein de la province, y compris l'augmentation du nombre de circonscriptions électorales du Nord de l'Ontario à l'Assemblée législative de l'Ontario et la création d'une circonscription spéciale pour les électeurs des Premières nations de la région.
En 1999, l’Association des municipalités du Nord-Est de l’Ontario, un comité composé des maires de 14 municipalités du Nord de l’Ontario, a écrit une lettre au premier ministre Jean Chrétien pour lui demander d’énoncer les conditions nécessaires à la sécession de la région de l’Ontario afin de former une nouvelle province. Ce mouvement est né en réaction au gouvernement de Mike Harris, dont les politiques étaient largement impopulaires dans la région, même si Harris lui-même représentait la circonscription de Nipissing dans le nord de l’Ontario à l’assemblée législative.
Plus récemment, certains résidents de la ville de Kenora ont demandé à la ville ou à l’ensemble de la région de se séparer de l’Ontario et de rejoindre le Manitoba. [16] Quelques résidants de la région continuent de suggérer de scinder tout ou partie de la région en une province distincte. Ce dernier mouvement, connu sous le nom de Northern Ontario Secession Movement, a commencé à attirer l’attention et le soutien des maires de Kenora et de Fort Frances. La crise de l’industrie forestière en Ontario, et l’inaction perçue du gouvernement provincial, ont particulièrement stimulé le soutien à l’idée de la sécession. En particulier, de nombreux résidents estiment que le taux d’énergie industrielle est trop élevé pour permettre à l’industrie de rester compétitive.
Tout en ne prônant pas l’indépendance totale, Le journal communautaire Northern Life de Sudbury a publié un certain nombre d’éditoriaux dans les années 2010 demandant à la province de créer un nouveau niveau de gouvernement suprarégional qui donnerait à la région du Nord de l’Ontario beaucoup plus d’autonomie sur ses propres affaires au sein de la province. Lors de la course à la direction du Parti libéral de l’Ontario en 2013, le candidat Glen Murray a également proposé un niveau distinct de gouvernement suprarégional pour le Nord de l’Ontario.

## Démographie
Le boom minier du début du XXe siècle a attiré de nombreux francophones dans le nord-est de l’Ontario, où le français est encore largement parlé par les communauté franco-ontarienne locale. Bien que la Constitution canadienne n’ait jamais exigé de la province de l’Ontario qu’elle reconnaisse le français comme langue officielle, le gouvernement fournit des services complets en français à tout citoyen, résident ou visiteur qui le souhaite, y compris les communications, les écoles, les hôpitaux, les services sociaux et devant les tribunaux en vertu de la Loi sur les services en français de 1986. Le bilinguisme est plus élevé que la moyenne canadienne, et en 2011, 180 020 personnes, soit 24,6 % de la population, parlaient l’anglais et le français. Il y avait aussi 8910 personnes, soit 1,2 % de la population, qui ne parlaient que le français. Tout le Nord-Est de l’Ontario, à l’exception technique de l’île Manitoulin, est désigné comme zone de service en français, de même que quelques municipalités du Nord-Ouest de l'Ontario; l’île Manitoulin, bien qu’elle ne soit pas officiellement désignée comme zone de service en français, fonctionne effectivement comme tel de toute façon puisqu’il reçoit la plupart des services gouvernementaux provinciaux du siège désigné du district de Sudbury à Espanola, plutôt que de fonctionner comme son propre secteur de compétence.
Le gouvernement du Canada fournit le service en français et en anglais de façon égale dans tous les domaines. En 2011, 10,2 % des habitants du Nord de l’Ontario parlaient le français le plus souvent à la maison, surtout dans le Nord-Est de l’Ontario.
Le recensement canadien de 2016 a révélé que la population du nord de l’Ontario était de 780 140. Au cours du recensement de 2011, les données n’ont pas été incluses pour 17 réserves indiennes incomplètement dénombrées dans la région. Quatre réserves n’ont pas été comptées en raison de l’absence d’autorisation, et 13 autres dans le nord-ouest de l’Ontario n’ont pas été comptées en raison des évacuations causées par les feux de forêt. Le recensement a ensuite été ajusté en fonction des chiffres de ces réserves, qui font état d’une population totale de 11435 habitants. L’âge médian du Nord de l’Ontario en 2011 était de 43,9 ans. Il y avait 43 670 immigrants en 2011, soit 5,8 % de la population, contre 6,8 % en 2006.
La région compte également une importante population de Premières nations, principalement des nations ojibwé, crie et oji-crie, avec de plus petites communautés de Nipissing, d’Algonquin, d’Odawa et de Saulteaux.
En 2016, le nord-ouest de l’Ontario comptait 71 % de Blancs, 26,2 % d’Autochtones et 2,8 % de membres des minorités visibles. Les plus grands groupes de minorités visibles dans la région sont les asiatique du Sud (0,5 %), les Noirs (0,4 %), les Chinois (0,4 %), les Philippins (0,4 %) et les asiatiques du Sud-Est (0,3 %) Le Nord-Est de l’Ontario était composé à 82,5 % de Blancs, 15 % d’Autochtones et 2,5 % de minorités visibles. Les plus grands groupes de minorités visibles étaient l’Asie du Sud (0,6 %), les Noirs (0,6 %) et les Chinois (0,4 %).

Selon un recensement de 2001, le catholicisme est la religion la plus pratiquée dans le Nord de l’Ontario (50,8 %). La cathédrale Precious Blood à Sault Ste. Marie est la cathédrale officielle du diocèse. Cependant, la Pro-Cathédrale de l’Assomption à North Bay agit comme siège épiscopal non officiel du diocèse de Sault Sainte Marie.  

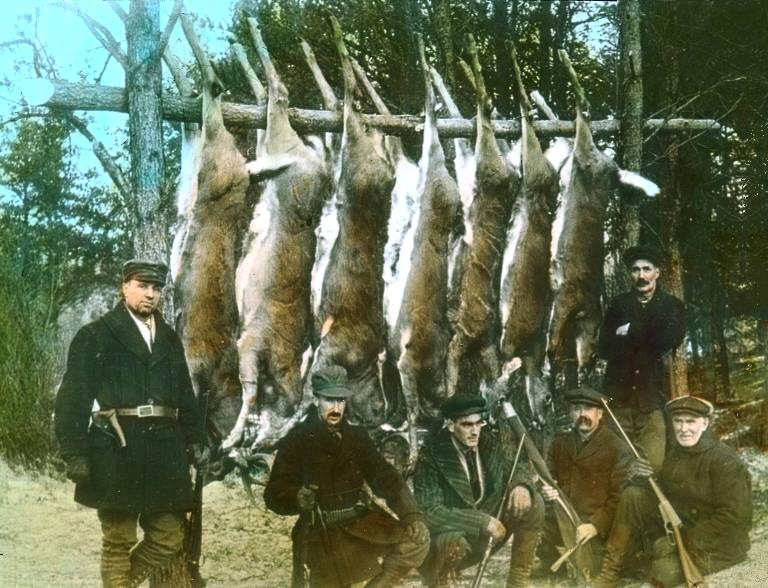
Chasse aux cerfs dans le Nord de l'Ontario, vers 1930

Les langues qui avaient au moins 1 000 locuteurs natifs (réponse de langue maternelle unique) dans le nord de l’Ontario en 2006 étaient : 
|     | 2011        | %       | 2006   | %       |        |
| --- | ----------- | ------- | ------ | ------- | ------ |
| 1.  | Anglais     | 533,980 | 73.94% | 525,230 | 70.98% |
| 2.  | Français    | 125,675 | 17.40% | 131,450 | 17.76% |
| 3.  | Italien     | 11,245  | 1.56%  | 14,560  | 1.97%  |
| 4.  | Ojibwe      | 10,570  | 1.46%  | 10,655  | 1.44%  |
| 5.  | Oji-Cris    | 6,325   | 0.88%  | 6,120   | 0.83%  |
| 6.  | Finnois     | 5,615   | 0.78%  | 7,130   | 0.96%  |
| 7.  | Allemand    | 5,125   | 0.71%  | 6,275   | 0.85%  |
| 8.  | Cris        | 3,485   | 0.48%  | 3,150   | 0.43%  |
| 9.  | Polonais    | 2,700   | 0.37%  | 3,655   | 0.49%  |
| 10. | Ukrainien   | 2,475   | 0.34%  | 3,950   | 0.53%  |
| 11. | Chinois     | 1,620   | 0.22%  | 1,945   | 0.26%  |
| 12. | Néerlandais | 1,400   | 0.19%  | 1,790   | 0.24%  |
| 13. | Espagnol    | 1,140   | 0.16%  | 1,035   | 0.14%  |
| 14. | Portuguais  | 1,100   | 0.15%  | 1,395   | 0.19%  |
| 15. | Croetien    | 945     | 0.13%  | 1,160   | 0.16%  |

Les origines ethniques des habitants du Nord de l'Ontario : 
| Origine Ethnique (2016) | Population | %     |
| ----------------------- | ---------- | ----- |
| Canadien                | 287,835    | 36.9% |
| Français                | 204,775    | 26.2% |
| Anglais                 | 185,075    | 23.7% |
| Irlandais               | 142,055    | 18.2% |
| Ecossais                | 138,470    | 17.7% |
| Première Nation         | 104,945    | 13.5% |
| Allemand                | 74,195     | 9.5%  |
| Italien                 | 62,405     | 8.0%  |
| Ukrainien               | 42,795     | 5.5%  |
| Métis                   | 37,290     | 4.8%  |
| Finnois                 | 33,490     | 4.3%  |
| Polonais                | 28,160     | 3.6%  |
| Néerlandais             | 23,340     | 3.0%  |
| Suédois                 | 15,905     | 2.0%  |
| Iles Britannique        | 13,340     | 1.7%  |
| Gallois                 | 11,145     | 1.4%  |
| Norvégiens              | 10,075     | 1.3%  |

Religions du Nord de l'Ontario (2001) : 
| Religion           | Population | %    |
| ------------------ | ---------- | ---- |
| Total              | 729,210    | 100  |
| Catholique         | 370,305    | 50.8 |
| Protestant         | 241,145    | 33.2 |
| Pas de Religion    | 95,610     | 13.2 |
| Autre Chrétiens    | 11,825     | 1.6  |
| Autre Religions*   | 3,540      | 0.5  |
| Orthodox Chrétiens | 3,425      | 0.5  |
| Musulman           | 990        | 0.1  |
| Bouddhiste         | 820        | 0.1  |
| Hindu              | 535        | 0.1  |
| Juifs              | 505        | 0.1  |
| Religions Oriental | 455        | 0.1  |
| Sikh               | 65         | 0    |

*Note : la majorité des autres religions sont des spiritualités autochtones

L’émigration du Nord de l’Ontario, en particulier des jeunes et des adultes en âge de travailler, soit vers le sud de l’Ontario ou interprovinciale, surtout vers l’Ouest canadien, est un problème public important depuis les années 1990.

## Éducation

### Éducation élémentaire et secondaire
Voici la liste des 25 conseils scolaires opérant dans le Nord de l'Ontario: 
| Conseil Scolaire                                     | Langue D'enseignement | #École Secondaire | # École élémentaire | #Éducation pour Adulte |
| ---------------------------------------------------- | --------------------- | ----------------- | ------------------- | ---------------------- |
| Algoma District School Board                         | Anglais               | 9                 | 28                  | 8                      |
| Conseil scolaire catholique Franco-Nord              | Français              | 3                 | 11                  | 0                      |
| Conseil scolaire catholique des Aurores boréales     | Français              | 2                 | 9                   | 0                      |
| Conseil scolaire catholique des Grandes Rivières     | Français              | 8                 | 26                  | 4                      |
| Conseil scolaire catholique du Nouvel-Ontario        | Français              | 10                | 27                  | 0                      |
| Conseil scolaire public du Grand Nord de l'Ontario   | Français              | 8                 | 15                  | 0                      |
| Conseil scolaire public du Nord-Est de l'Ontario     | Français              | 8                 | 8                   | 0                      |
| District School Board Ontario North East             | Anglais               | 10                | 25                  | 0                      |
| Huron-Superior Catholic District School Board        | Anglais               | 1                 | 16                  | 2                      |
| James Bay Lowlands Secondary School Board,           | Anglais               | 1                 | 0                   | 0                      |
| Keewatin-Patricia District School Board              | Anglais               | 6                 | 17                  | 0                      |
| Kenora Catholic District School Board                | Anglais               | 1                 | 3                   | 0                      |
| Lakehead District School Board                       | Anglais               | 3                 | 22                  | 1                      |
| Moose Factory Island District School Area Board      | Anglais               | 0                 | 1                   | 0                      |
| Moosonee District School Area Board                  | Anglais               | 0                 | 1                   | 0                      |
| Near North District School Board                     | Anglais               | 6                 | 26                  | 1                      |
| Nipissing-Parry Sound Catholic District School Board | Anglais               | 1                 | 11                  | 1                      |
| Northeastern Catholic District School Board          | Anglais               | 2                 | 12                  | 0                      |
| Northwest Catholic District School Board             | Anglais               | 0                 | 5                   | 0                      |
| Rainbow District School Board                        | Anglais               | 10                | 30                  | 0                      |
| Rainy River District School Board                    | Anglais               | 3                 | 11                  | 0                      |
| Sudbury Catholic District School Board               | Anglais               | 5                 | 16                  | 1                      |
| Superior North Catholic District School Board        | Anglais               | 0                 | 9                   | 0                      |
| Superior-Greenstone District School Board            | Anglais               | 5                 | 10                  | 0                      |
| Thunder Bay Catholic District School Board           | Anglais               | 2                 | 18                  | 0                      |

De plus, ceci n'inclut pas les nombreuses écoles élémentaires et secondaire régie par le fédérale dans les nombreuses réserves autochtones du Nord de l'Ontario.

### Éducation post-secondaire
La région compte six universités : Université Lakehead à Thunder Bay, l'Université Laurentienne à Sudbury, L'Université de Sudbury à Sudbury, Université de Nipissing à North Bay, Algoma University à Sault Ste. Marie, et l'Université de Hearst à Hearst, Kapuskasing et Timmins. Toutes ces universités, à l'exception de Lakehead et de Sudbury, ont d'abord été des écoles fédérées de l'université Laurentienne, avant d'être réorganisées en universités indépendantes à différentes époques.
La région compte également six collèges : Confederation College à Thunder Bay, Sault College à Sault Ste. Marie, Northern College à Timmins, Canadore College à North Bay, le Cambrian College anglophone et le Collège Boréal francophone à Sudbury. Plusieurs collèges ont également des campus satellites dans des communautés plus petites du Nord de l'Ontario.
Un grand réseau d'enseignement à distance, Contact North, opère également à partir de Sudbury et de Thunder Bay pour fournir des services éducatifs aux petites communautés éloignées du nord de l'Ontario.
L'École de médecine du Nord de l'Ontario a ouvert ses portes en 2005. D'abord faculté conjointe des universités Laurentienne et Lakehead, elle est devenue une université autonome en 2022, basée à la fois à Sudbury et à Thunder Bay. La NOSM propose des stages cliniques dans tout le Nord de l'Ontario et met l'accent sur la recherche en médecine rurale. En 2011, l'Université Laurentienne a obtenu une charte pour lancer l'École d'architecture McEwen à Sudbury, et l'Université Lakehead a obtenu l'autorisation de lancer la Faculté de droit Bora Laskin à Thunder Bay. Comme pour l'École de médecine du Nord de l'Ontario, il s'agit dans les deux cas de la première école de ce type jamais établie dans la région, ainsi que de la première nouvelle école de ce type lancée en Ontario depuis les années 1960.

## Culture
Les activités de plein air sont populaires dans la région toute l’année. En été, les résidents peuvent pratiquer la pêche, le canoë-kayak, le Quatre-Roues et le camping. La chasse demeure populaire en automne, surtout pour les orignaux, les chevreuils et les oies, bien que la chasse à l’oie soit particulièrement populaire près de la baie James. La chasse en groupe pour les orignaux est une sortie sociale préférée. En hiver, la motoneige, la pêche sur glace, le ski de fond et les raquettes sont des activités populaires. La région offre de nombreux sentiers de motoneige et de nombreux lacs sont parsemés de villages de cabanes de glace tout au long de l’hiver.
La région accueille de nombreux événements culturels majeurs, dont La Nuit sur l’étang de Sudbury, le Festival Northern Lights Boréal et le Cinéfest, le Festival of the Sound à Parry Sound et le Red Rock Folk Festival à Red Rock. De nombreuses collectivités organisent des festivals célébrant les groupes ethniques locaux comme les Canadiens-Français, les Métis, les Premières nations, les Finlandais et les Italiens. D’autres collectivités célèbrent un patrimoine local unique, comme les Journées du bûcheron de Kapuskasing, les Journées du voyageur de Mattawa, le Festival du bleuet de Sioux Lookout, les Journées du patrimoine uranium d’Elliot Lake et le Festival du norseman de Red Lake. Même les plus petites Premières nations de la région organiseront un pow-wow annuel, qui réunira également de nombreuses personnes de l’extérieur de la communauté, bien que le plus grand et le plus célèbre pow-wow de la région ait lieu à Wiikwemkoong, sur l’île Manitoulin. En hiver, de nombreuses villes organisent un carnaval hivernal pour célébrer le temps froid; la plus importante d’entre elles est le Bon Soo Winter Carnival de Sault Ste. Marie.
À compter de 2017, des événements de la fierté LGBTQ+ ont lieu à Sudbury (Sudbury Pride), Thunder Bay (Thunder Pride), Sault Ste. Marie, North Bay, Timmins, Elliot Lake et Kenora.
Il n’y a pas de plat culinaire régional unique. Le poisson et le gibier, comme le doré, le brochet et l’orignal, peuvent être considérés comme des favoris régionaux. Les camions de chips sur le bord des routes sont un choix populaire pour les repas des habitants et des touristes, et presque toutes les collectivités en ont au moins un. La poutine, qui est née au Québec et a été adoptée tôt dans le nord de l’Ontario, est un plat principal dans ces restaurants et dans beaucoup d’autres. Notamment, la petite communauté de Sturgeon Falls prétend avoir la meilleure poutine de l'Ontario et plusieurs touristes viennent gouter et participent à la rivalité entre les deux camions de chips : Riv's et Larry's.
La cuisine italienne a eu une influence sur la culture du Nord-Est de l’Ontario, avec le porchetta considéré comme une signature culinaire de Sudbury et de Sault Ste. Marie, tandis que la culture alimentaire de Thunder Bay est typiquement finlandaise, avec le restaurant Hoito connu à l’échelle internationale pour son style crêpes et autres plats traditionnels finlandais.
Les restaurants chinois canadiens sont courants dans toutes les villes et dans de nombreux petits établissements du nord de l’Ontario depuis le début du XXe siècle, ce qui satisfait « la demande omniprésente de nourriture chinoise dans le Nord », bien qu’elle soit souvent fortement occidentalisée,.
Bien que le sirop d’érable ne soit pas produit dans la plupart des régions du Nord de l’Ontario, il est encore fabriqué dans certaines régions près de North Bay, Sudbury, Manitoulin Island et Sault Ste. Marie. L’île St. Joseph, près de Sault Ste. Marie, est connue pour la grande quantité de sirop d’érable qui y est produite.
Depuis la disparition de Northern Breweries, qui était auparavant la principale brasserie locale de la région en 2006, plusieurs nouvelles brasseries artisanales locales ont vu le jour dans la région, dont Stack Brewing à Sudbury, OutSpoken Brewing et Northern Superior Brewing à Sault Ste. Marie, Sleeping Giant Brewing et Dawson Trail Craft Brewery à Thunder Bay, Lake of the Woods Brewing à Kenora, Manitoulin Brewing à Little Current, New Ontario Brewing Company à North Bay, et Full Beard Brewing à Timmins.

## Sports
Bien que de nombreux sports soient pratiqués dans la région, le hockey sur glace et le curling sont les plus populaires. Presque chaque communauté possède une patinoire de hockey et de curling. En fait, le Nord de l'Ontario est la seule sous-région provinciale ou territoriale du Canada qui envoie ses propres équipes au Brier et au Tournoi des Cœurs séparément de sa province. Le hockey se joue souvent sur des patinoires artificielles en plein air, et parfois sur des lacs gelés.
Le Battalion de North Bay, les Greyhounds de Sault-Sainte-Marie et les Wolves de Sudbury jouent dans la Ligue de hockey de l'Ontario au niveau junior majeur. La Ligue de hockey junior du Nord de l'Ontario et la Ligue internationale de hockey junior Supérieur évoluent au niveau junior A et la Lakehead Junior Hockey League au niveau junior B.
Les Algoma Thunderbirds, les Lakehead Thunderwolves, les Laurentian Voyageurs et les Nipissing Lakers participent à U Sports en tant que membres de l'Ontario University Athletics.
Par ailleurs, les équipes de football Thunder Bay Chill jouent dans la USL League Two d'Amérique du Nord.
Le Nord de l'Ontario a accueilli les Jeux d'été du Canada en 1981, les Championnats du monde juniors d'athlétisme en 1988, les Championnats du monde de ski nordique de la FIS en 1995 et la Coupe continentale de curling en 2003.
En 2018, les Sudbury Five ont été lancés dans la Ligue nationale de basket-ball du Canada.

## Média
À compter de 2017, seuls les réseaux CTV et Global ont une couverture terrestre complète dans le Nord de l’Ontario, et des services tels que CBC Television, City, CTV Two, TVOntario, TFO et Ici Radio-Canada Télé sont disponibles presque exclusivement par la distribution par câble de stations en provenance de Toronto. Dans le Nord-Est, les quatre stations de CTV Northern Ontario sont les seules à avoir des studios locaux, tandis que la région reçoit Global et CHCH-TV par l’intermédiaire d’émetteurs de rediffusion. Dans le Nord-Ouest, les deux stations de télévision de Dougall Media, à Thunder Bay, sont la seule entreprise locale du Canada anglais qui reste en possession d’une station de télévision, l’une des stations est affiliée à Global tandis que l’autre a changé son affiliation de CBC à CTV le 1er septembre 2014.
Les quotidiens de la région comprennent le Sudbury Star, le Chronicle-Journal à Thunder Bay, le Sault Star à Sault Ste. Marie, le North Bay Nugget, le Timmins Daily Press et le Kenora Daily Miner and News. Le Chronicle-Journal appartient à Continental Newspapers, et tous les autres quotidiens appartiennent à Postmedia. Les journaux communautaires comprennent Northern Life à Sudbury, Northern News à Kirkland Lake, Source de Thunder Bay, le Dryden Observer, Sault This Week, le Mid-North Monitor à Espanola, le Manitoulin Expositor sur l’île Manitoulin et le réseau Village Media d’hyperlocals.
Parmi les magazines connus publiés dans la région, mentionnons HighGrader, Northern Ontario Business et Sudbury Living.
La plupart des stations de radio commerciales du Nord de l’Ontario appartiennent aux groupes radiophoniques nationaux Rogers Communications, Vista Broadcast Group, Bell Media ou Stingray Group, bien que quelques radiodiffuseurs indépendants et communautaires soient également représentés. CBC Radio One a des stations à Sudbury (CBCS), avec des rediffuseurs dans tout le nord-est de l’Ontario, et à Thunder Bay (CBQT), avec des rediffuseurs dans le Nord-Ouest. Ici Radio-Canada Première a une station à Sudbury (CBON), avec des rediffuseurs dans tout le Nord de l’Ontario. La musique de CBC n’est actuellement entendue qu’à Sudbury (CBBS) et à Thunder Bay (CBQ), et la musique française d’Ici Musique n’est actuellement entendue qu’à Sudbury (CBBX).
Le service de télévision par câble est fourni par Shaw Cable à Sault Ste. Marie et pratiquement tout le Nord-Ouest de l’Ontario, par Cogeco à North Bay et par EastLink dans le Nord-Est de l’Ontario sauf North Bay et Sault Ste. Marie.
En décembre 1951, la CFCL est passée à l’antenne de Timmins. La première station de radio francophone en Ontario a atteint des auditeurs de Kirkland Lake à Hearst, mettant en valeur les talents locaux et créant un sentiment de communauté parmi la population francophone du Nord de l’Ontario. Elle est accueillie avec enthousiasme par les Franco-Ontariens, qui avaient jusqu’alors entendu une programmation limitée en français sur les ondes.

## Fiction

### Roman
- Shut Up and Eat Your Snowshoes (1970), de Jack Douglas
- Faire surface (1972), de Margaret Atwood
- L'Ours (1976), de Marian Engel
- La vengeance de l'orignal (1980), de Doric Germain
- Le trappeur du Kabi (1981), de Doric Germain
- Loon 1992, de A. W. (Bill) Plumstead
- Freddy Dimwhistle's Northcountry Sketchbook, (1997) de A. W. (Bill) Plumstead
- Logan in Overtime, (1990) de Paul Quarrington

- Bastion Falls (1995), de Susie Moloney
- La Perte et le Fracas (1999), de Alistair MacLeod
- Forty Words for Sorrow, The Delicate Storm, Blackfly Season, and By the Time You Read This (2000–2006), de Giles Blunt
- Crow Lake (2002) de Mary Lawson
- L'autre côté du pont (2006), de Mary Lawson
- The Neanderthal Parallax (2002–2003), trilogy de Robert J. Sawyer
- Chemin Des Ames (2005), de Joseph Boyden
- Someone Comes to Town, Someone Leaves Town (2005), de Cory Doctorow
- Voyageurs (2003), de Margaret Elphinstone
- Cheval Indien (2012), de Richard Wagamese
- The City Still Breathing (2013), de Matthew Heiti
- We're All in This Together (2017), de Amy Jones
- Moon of the Crusted Snow (2018), de Waubgeshig Rice

### Pièces
- 1932, la ville du nickel de Jean-Marc Dalpé and Brigitte Haentjens (1984)
- Le Chien de Jean-Marc Dalpé (1987)
- The Rez Sisters de Tomson Highway (1988)
- Dry Lips Oughta Move to Kapuskasing de Tomson Highway (1989)
- Wildcat de Charlie Angus et Brit Griffin (1998)
- The (Post) Mistress de Tomson Highway (2009)

### Films
- Les Chevaliers du ciel - 1942
- Between Friends - 1973
- Roadkill - 1989
- Termini Station - 1989
- Highway 61 - 1991
- Dance Me Outside - 1994
- Maman et Ève - 1996
- Men with Brooms - 2002
- Looking for Angelina - 2005
- Phil the Alien - 2003
- Shania: A Life in Eight Albums - 2005
- That Beautiful Somewhere - 2006
- Snow Cake - 2006
- Sleeping Giant - 2015
- Cheval Indien - 2017
- Combat des ombres -  2019

L’inventeur de la ville de North Bay, Troy Hurtubise, a fait l’objet du film documentaire Project Grizzly (1996).

### Séries de télévision
- The Forest Rangers (1963–1965, CBC)
- Adventures in Rainbow Country (filmed 1969, first aired 1970–1971, CBC)
- Spirit Bay (1984–1987, CBC)
- The Rez (1995–1998, CBC)
- Wind at My Back (1996–2001, CBC)
- Total Drama Island (2007–2008, Teletoon)
- Météo+ (2008–2011, TFO)
- Les Bleus de Ramville (2012–2014, TFO)
- Hard Rock Medical (2013–2018, TVOntario)
- St. Nickel (2016, Unis)
- Cardinal (2017–2020, CTV)
- What Would Sal Do? (2017, HBO Canada)
- Shoresy (2022–, Crave)

La série télévisée The Red Green Show (1991-2005) et son film de détournement Duct Tape Forever (2002) se déroulent dans la ville fictive de Possum Lake. La série télévisée d’animation Chilly Beach (2003–2008, CBC), qui se déroule dans une ville fictive située dans le nord du Canada et dont l’emplacement n’est pas précisé, a été produite à Sudbury.

### Bande dessinée
Dans la bande dessinée Pour le meilleur ou pour le pire, Elizabeth Patterson a fréquenté l’université de Nipissing de North Bay et a par la suite enseigné dans la réserve fictive de Mtigwaki sur le lac Nipigon. Lynn Johnston, la caricaturiste de la bande dessinée, vit à Corbeil, près de North Bay dans la vie réelle, bien que la bande se déroule principalement dans le sud de l’Ontario.